# 20 Million Miles to Earth
20 Million Miles to Earth (bra: A 20 Milhões de Milhas da Terra ou A Vinte Milhões de Léguas da Terra; prt: O Monstro do Planeta Vénus) é um filme estadunidense de 1957, do gênero ficção científica e dirigido por Nathan H. Juran, sobre roteiro de Christopher Knopf e Bob Williams, baseado numa história de Charlotte Knight.
Juran apresentou no filme novo processo de movimentação entre miniaturas e pessoas reais chamado de Sistema Dynamation, que permitia inserir atores atrás e à frente da criatura não dando a impressão artificial de filmagem sobreposta quando apresentada em tela grande. Também é utilizada a técnica de Stop motion nas cenas do monstro.[carece de fontes?]

## Enredo
A primeira espaçonave que viajou para o planeta Vênus retorna trazendo um alienígena a bordo. Ao entrar na atmosfera terrestre é atingida por um meteorito e cai na costa da Sicília na Itália. Pescadores que presenciaram a queda resgatam os sobreviventes. O monstro, que inicialmente é apenas uma massa gelatinosa em um tubo, começa a crescer e causar destruição sendo então perseguido até o clímax no Coliseu.[carece de fontes?]

## Elenco
- William Hopper como Coronel Robert Calder
- Joan Taylor como Marisa Leonardo
- Frank Puglia como Dr. Leonardo
- John Zaremba como Dr. Judson Uhl
- Thomas Browne Henry como Major General A.D. McIntosh
- Tito Vuolo como Commissário Charra
- Jan Arvan como Signore Contino
- Arthur Space como Dr. Sharman
- Bart Braverman como Pepe